# Agoraphobic Nosebleed
Agoraphobic Nosebleed (ANb, AxNxBx) – amerykański zespół muzyczny wykonujący grindcore/cybergrind z wpływami noisecore. Uformowany w 1994 roku w Massachusetts, USA. 
Skład zmieniał się wielokrotnie w ciągu lat, z pierwotnego składu pozostał jedynie Scott Hull (gitara elektryczna, programowanie automatu perkusyjnego), będący również gitarzystą w Pig Destroyer (grindcore). Obecny skład zawiera także wokalistów Jaya „Clam Strips” Randalla (również zajmujący się samplami w zespole), Richarda Johnsona i Carla Schultza.
Muzyka ANb opisywana jest najczęściej jako cybergrind, tj. grindcore z użyciem automatu perkusyjnego i wpływami muzyki elektronicznej. Poprzez użycie automatu (nazwanego przez Scotta „Gatling Gun”), grupa jest zdolna do grania utworów z prędkością ponad 1000 BPM (uderzeń na minutę). Utrzymane w dadaistycznym stylu teksty piosenek oscylują wokół tematów przemocy, wyzysku, kultury masowej i uzależnień.
Zespół umieszcza na swoich płytach bardzo krótkie utwory: ich album „Altered States of America” zawierający 100 utworów trwa zaledwie 20 minut - większość piosenek nie jest dłuższa niż 5-10 sekund.

## Dyskografia
- Honky Reduction (1998)
- Frozen Corpse Stuffed with Dope (2002)
- Altered States of America (2003)
- Agorapocalypse (2009)